# 蓬特维耶斯戈
蓬特维耶斯戈，是西班牙坎塔布里亚的一个市镇。总面积36平方公里，2001年总人口2326人，人口密度65人/平方公里。